# Geneesmiddelenbulletin
Het Geneesmiddelenbulletin (Ge-Bu) is een Nederlands digitaal tijdschrift zonder betaalmuur, gericht op de werkers in de gezondheidszorg. Doorgaans wordt twee keer per maand een artikel gepubliceerd over rationeel gebruik van geneesmiddelen en medische hulpmiddelen. Ge-Bu is ondergebracht in de Stichting Geneesmiddelenbulletin. In globaal verband is Ge-Bu samen met buitenlandse zusterbladen, lid van de International Society of Drug Bulletins (ISDB). Daarnaast biedt het de mogelijkheid van nascholing.

## Doel
Het doel van Ge-Bu is om rationele farmacotherapie en rationeel gebruik van medische hulpmiddelen te bevorderen. De onafhankelijke, objectieve en op wetenschappelijk onderzoek gebaseerde informatie over geneesmiddelen en medische hulpmiddelen is gebaseerd op de principes van evidence-based medicine. De informatie is in beginsel bedoeld voor artsen en apothekers. 
Ge-Bu streeft bij zijn publicaties naar maximale onafhankelijkheid. Geen van de medewerkers en bestuurs- en commissieleden van Ge-Bu mogen betrokken zijn bij de farmaceutische industrie, bij de productie van, of de handel in medische hulpmiddelen. Ook mogen zij geen nevenfuncties vervullen die onverenigbaar zijn met hun taken en onafhankelijkheid. Alle betrokkenen bij Ge-Bu verklaren jaarlijks over de afwezigheid van belangenverstrengeling.

## Organisatie
De Stichting Geneesmiddelenbulletin bestaat uit een bestuur, een redactieteam, een redactiecommissie en een wetenschappelijke adviesraad, elk met een eigen rol. 
Het bestuur heeft geen inhoudelijke invloed op de redactionele processen.
De hoofdredacteur is verantwoordelijk voor de inhoud van het tijdschrift en geeft leiding aan het redactieteam van redacteuren. De hoofdredacteur heeft redactionele vrijheid bij de keuze van de inhoud en publicatie van de Ge-Bu-artikelen. Leden van de redactiecommissie beoordelen de manuscripten en adviseren de hoofdredacteur en het redactieteam over de publicatiegeschiktheid. De redactiecommissie is samengesteld uit minimaal vijf personen: huisartsen, (ziekenhuis)apothekers en specialisten. Deze personen zijn lid op persoonlijke titel en spreken niet namens organisaties. De redactiecommissie komt elke maand bijeen.
De wetenschappelijke adviesraad telt 10 tot 20 leden en doet voorstellen voor publicatie en becommentarieert de manuscripten.

## Geschiedenis
Het Geneesmiddelenbulletin werd vanaf 1967 uitgegeven vanuit het toenmalige directoraat Sociale Zaken en Volksgezondheid om te voorzien in onafhankelijke informatie over geneesmiddelen. Voorbeelden waren de Amerikaanse Medical Letter on Drugs and Therapeutics (1959) en het Britse Drug and Therapeutics Bulletin (1962), die evenals Ge-Bu deel uitmaken van de 'International Society of Drug Bulletins'.
In het begin werd gebruikgemaakt van vertaalde artikelen uit de zusterbladen, maar de specifiek Nederlandse situatie bleek soms af te wijken, zoals bijvoorbeeld het geval was bij het antibioticumbeleid. Daarom werden er later meer Nederlandse artikelen voor Ge-Bu geschreven. 
Ge-Bu werd in 1988 als gevolg van overheidsbezuinigingen met opheffing bedreigd. Dit werd voorkómen door privatisering van de Stichting Geneesmiddelenbulletin in 1990, waardoor het tijdschrift enige tijd in rustig vaarwater verkeerde.
In 2003 ontstond opnieuw spanning toen het ministerie van Volksgezondheid Welzijn en Sport (VWS) de subsidie met 90% wilde korten. Inmiddels was het medium dusdanig populair, dat hiertegen door artsen en apothekers werd geprotesteerd. Het resulteerde in een subsidiekorting van 10%, maar wel onder de voorwaarde dat het tijdschrift zou worden ondergebracht bij het College voor zorgverzekeringen. Deze samenwerking bracht niet de verwachte voordelen, integendeel, er werd beperking van redactionele vrijheid ervaren bij Ge-Bu. In plaats daarvan werd een technische samenwerking met het blad Medisch Contact aangegaan en Ge-Bu werd hierin bijgesloten.
In 2009 ontstond verzet tegen een poging van het ministerie van VWS om de doelstelling van Ge-Bu in te perken tot een mededelingenblad over behandelrichtlijnen. Uiteindelijk ontstond zelfs een Kamermeerderheid tegen deze plannen, waardoor de bedreiging van het voortbestaan werd afgewend.
In 2016 zegde de minister toe om financier van Ge-Bu te blijven onder de voorwaarden dat ook aandacht werd gegeven aan medische hulpmiddelen en dat werd gekozen voor een digitale versie van het tijdschrift. Deze digitale versie, die al vanaf 2000 in de lucht was, werd vanaf 2017 de belangrijkste publicatievorm. In 2023 werd de druk van de papieren versie beëindigd en werd Ge-Bu volledig digitaal.
In de maandelijkse digitale nieuwsbrief "Nu in het Ge-Bu" en in een bij het Pharmaceutisch Weekblad en Medisch Contact bijgevoegd invoegblad worden nieuwe Ge-Bu-artikelen onder de aandacht gebracht. In 2023 ging Ge-Bu een samenwerking aan met een aanbieder van geaccrediteerde nascholing voor medische professionals. De toetsen zijn vrij toegankelijk voor zorgverleners en zijn geaccrediteerd voor huisartsen, apothekers en specialisten ouderengeneeskunde. Het ministerie van VWS heeft in 2024 besloten om vanaf januari 2026 de subsidie van 800 duizend euro per jaar voor het Ge-Bu stop te zetten. Het Ge-Bu is hiertegen een petitie gestart en geeft aan dat het advies van het Ge-Bu leidt tot een kostenbesparing die veel hoger is dan de huidige subsidie.